# Whitebridge

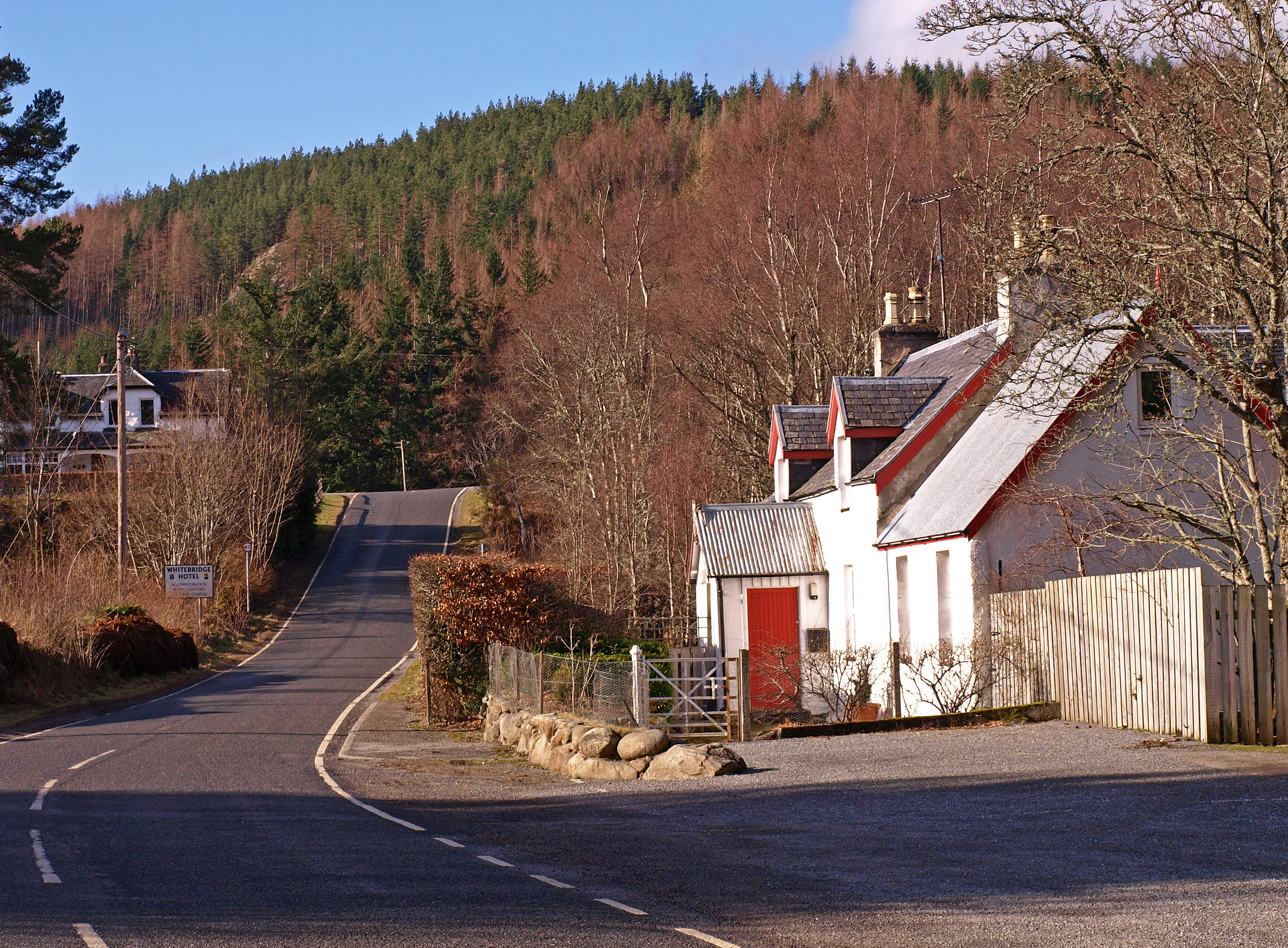
Ortsdurchfahrt von Whitebridge

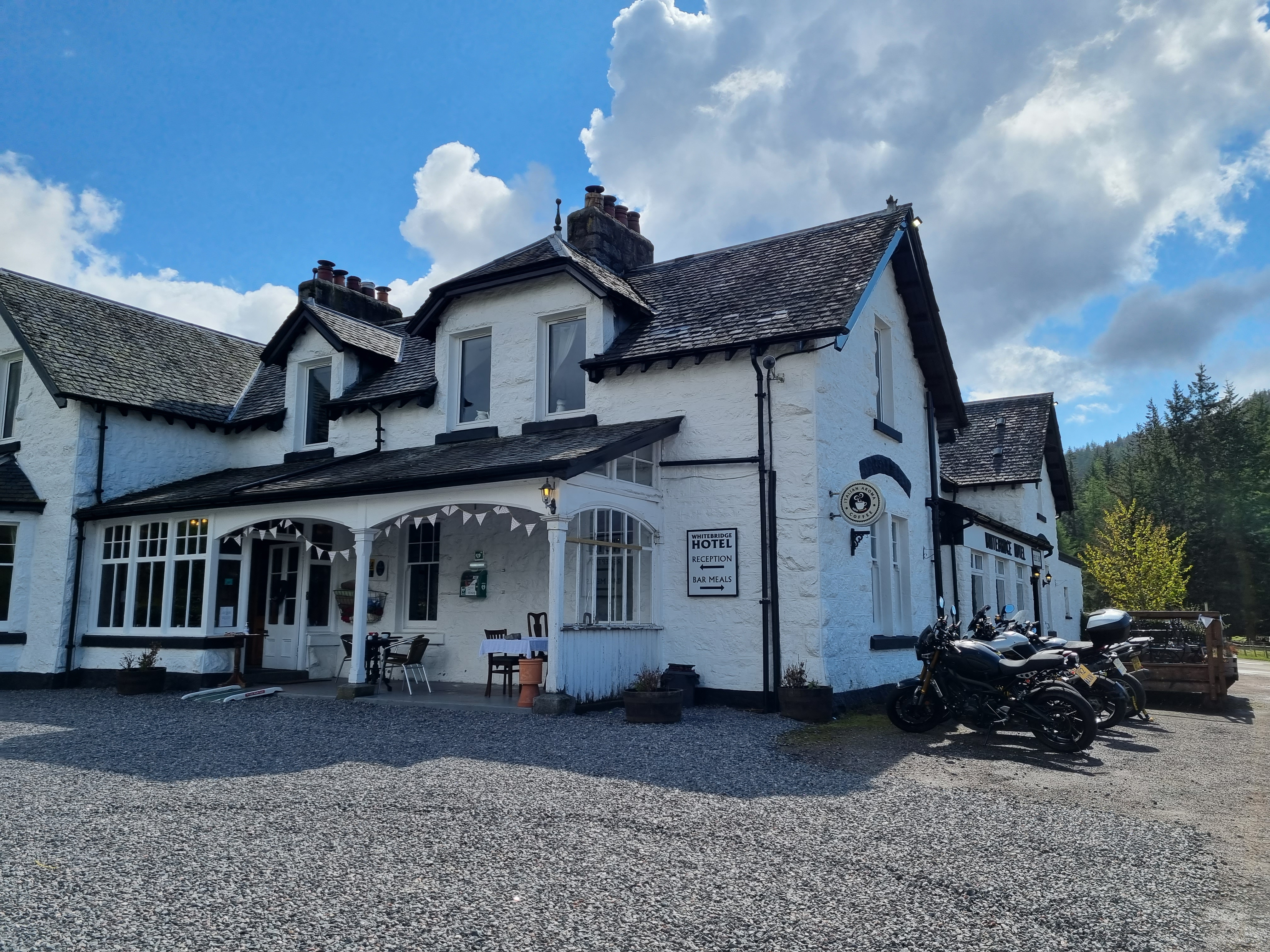
Hotel in Whitebridge

Whitebridge ist eine Ortschaft, die südwestlich von Inverness in der Council Area Highland im Norden von Schottland liegt. Im Rahmen der historischen Gliederung Schottlands in Civil Parishes zählt Whitebridge zu Boleskine and Abertarff, das zu Inverness-shire gehörte.
Whitebridge liegt an der Einmündung des Fechlin in den Foyers, der beim etwa 10 Kilometer nördlich gelegenen gleichnamigen Ort von Osten ins Loch Ness mündet. Whitebridge hat eine gewisse Bedeutung für Tourismus, im Ort gibt es auch ein Hotel.
Erreichbar ist Whitebridge über die von Inverness nach Fort Augustus führende B862. Die Straße quert in Whitebridge den Fluss Foyers über eine aus den 1930-Jahren stammende Brücke. Sie steht unter Denkmalschutz, dies gilt auch für ihre daneben liegende Vorgängerin aus dem 18. Jahrhundert. Etwa anderthalb Kilometer nördlich des Ortes zweigt von der Straße die B852 in Richtung Dores ab.